# 哥斯達黎加國家劇院

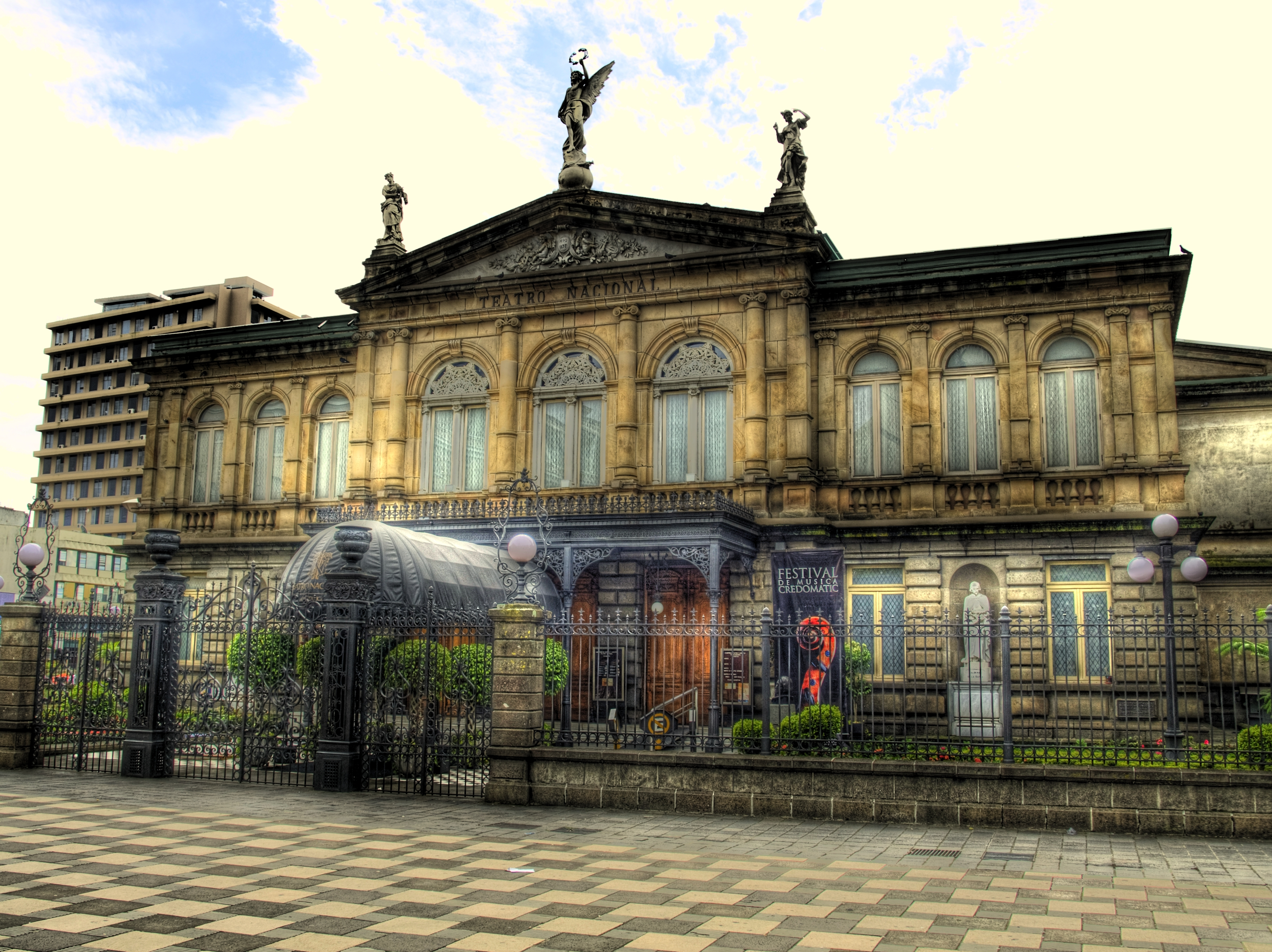
哥斯達黎加國家劇院

哥斯達黎加國家劇院（西班牙語：Teatro Nacional de Costa Rica）位於哥斯達黎加首都聖荷西，於1891年開始建造，並於1897年10月21日對公眾開放，首度演出的作品為約翰·沃爾夫岡·馮·歌德的《浮士德》。哥斯達黎加國家劇院被認為是哥斯大黎加歷史上最重要的建築之一，也是聖何塞市的建築瑰寶，以其精美的內飾而聞名。
劇院正面的屋頂矗立著三座雕像，分別象徵舞蹈、音樂與名譽。

## 圖冊
- 國家劇院夜景
- 屋頂的雕像
- 內部
- 內部
- 壁畫《咖啡和香蕉的寓言》（1897年布面油畫），由意大利畫家阿萊亞多·比拉（Aleardo Villa）設計，位於哥斯達黎加國家劇院的天花板上。

## 外部連結
- 官方网站

9°55′59.28″N 84°04′37.26″W / 9.9331333°N 84.0770167°W